# Labrocerus dasytoides
Labrocerus dasytoides är en skalbaggsart som beskrevs av Sharp 1908. Labrocerus dasytoides ingår i släktet Labrocerus och familjen ängrar. Inga underarter finns listade i Catalogue of Life.